# Batalla de Pomecia
La batalla de Pomecia fue un enfrentamiento bélico que tuvo lugar en el año 503 a. C. librado entre dos ciudades latinas, Pomecia y Cora, colonias de Roma según Tito Livio, y esta ciudad tras la rebilión de las primeras contra la segunda con el apoyo de la tribu de los auruncos.

## Batalla
Tito Livio narra que un ejército romano dirigido por los cónsules Agripa Menenio Lanato y Publio Postumio Tuberto se encontró y venció al enemigo el enemigo en las fronteras, con la guerra siendo confinada a Pomecia. Sus crónicas cuentan que muchos prisioneros fueron masacrados por ambos bandos. También recoge que se les concedió un triunfo a los cónsules aunque en los registros de los Fasti Triumphales solo recogen una ovación por Postumio y un triunfo por Menenio, ambos contra los sabinos.

## Consecuencias
Al año siguiente los cónsules eran Ópiter Verginio Tricosto y Espurio Casio. Tito Livio dice que intentaron tomar Pomecia por sorpresa pero tuvieron que recurrir a un asedio tras fracasar. Aun así los aurunci efectuaron una salida, destruyendo la maquinaria de asedio de los sitiadores, hiriendo a muchos de estos y casi matando a uno de los cónsules. Los romanos regresaron a Roma, reclutaron tropas adicionales y regresaron a Pometia. Reconstruyeron las máquinas de asedio y cuándo estaban a punto de tomar la ciudad sus habitantes se rindieron.
Los dirigentes fueron decapitados y el resto vendidos como esclavos, con la ciudad siendo arrasada y las tierras de la zona vendidas. Tito Livio recoge un triunfo a raíz de la victoria. El registro de los Fasti Triumphales recoge un único triunfo de Casio (posiblemente sobre los sabinos a pesar de que la inscripción es poco clara).